# Lei de Defesa do Matrimônio
A Lei de Defesa do Casamento ou Defense of Marriage Act conhecida também pela sigla DOMA é uma lei federal dos Estados Unidos, cuja Seção 3 (antes de ser julgada inconstitucional) restringia a definição de casamento somente à união entre um homem e uma mulher. É conhecida oficialmente como Pub. L. No. 104-199, 110 Stat. 2419 de 21 de setembro de 1996 e codificada no Codigo dos Estados Unidos no art. 1 § 7º. e art. 28  § 1738C. A lei tem os seguintes efeitos:
- 1) Nenhum Estado - ou qualquer outra divisão político-administrativa nos Estados Unidos - é obrigado a reconhecer como válido o casamento entre pessoas do mesmo sexo, mesmo que o casamento tenha se realizado ou seja reconhecido por outro Estado.
- 2) O Governo Federal não pode reconhecer casamentos de pessoas do mesmo sexo ou casamentos polígamos para quaisquer fins, mesmo se realizados ou reconhecidos por um dos Estados.

Foi resultado da aprovação do Projeto de Lei da Câmara dos Representantes n. 3396 de autoria do deputado Robert L. Barr Jr. em 7 de maio de 1996. A Lei foi aprovada no Congresso dos Estados Unidos por 85 votos a favor contra 14 no senado e por 342 votos a favor contra 67 na Câmara e foi sancionada pelo presidente Bill Clinton em 21 de setembro de 1996.
Incluindo os resultados do plebiscito de 2008, neste momento ainda são apenas dois os estados (Massachusetts e Connecticut) a reconhecer a igualdade no acesso ao casamento; mais cinco reconhecem alguma forma alternativa de união de pessoas do mesmo sexo; há doze estados estabeleceram a proibição total de qualquer reconhecimento de qualquer forma de união civil de pessoas do mesmo sexo (incluindo união civil), vinte e oito estados adotaram emendas à sua constituição estadual proibindo casamento de pessoas do mesmo sexo, e outros vinte estados têm promulgada estatutos na linha da DOMA.
Em junho de 2013, uma decisão tomada pela Suprema Corte dos Estados Unidos invalidou boa parte desta lei.

## Texto
Os principais dispositivos da Lei são:
Poderes reservados aos Estados
"Nenhum Estado, território, ou possessão dos Estados Unidos, ou tribo Indígena, pode ser obrigado a reconhecer os efeitos de qualquer ato do Poder Público, registro, ou procedimento judicial de qualquer outro Estado, território, possessão ou tribo a respeito do relacionamento entre pessoas do mesmo sexo que o trate como matrimônio sob as leis deste outro Estado, território, possessão ou tribo, ou direito ou petição de ação em torno de tal relacionamento."
Definição de 'matrimônio' e 'esposos':
"Fica determinado que no significado de qualquer Lei do Congresso, ou de qualquer norma, regulamento, decreto ou interpretação dos vários órgãos administrativos e agências dos Estados Unidos a expressão 'matrimônio' significa exclusivamente a união legal entre um homem e uma mulher como marido e mulher, e a palavra 'esposos' refere-se apenas à pessoa em oposição ao outro sexo que é marido ou mulher.”

## História da lei
Em 1993, no julgamento do caso Baehr v. Lewin no Havaí, o Supremo Tribunal do Estado decidiu que o Estado deveria demonstrar expressamente interesse na proibição do casamento de pessoas do mesmo sexo. Essa decisão levou os opositores do casamento entre pessoas do mesmo sexo à preocupação com a sua eventual legaligação, e que como consequência os outros Estados poderiam, eventualmente, ter de reconhecer esses casamentos realizados no Havaí.
A "Lei de Defesa do Matrimônio" foi concebida exatamente para isolar os casamentos do mesmo sexo exclusivamente no âmbito do estado que o autorizasse, e assim evitar que os outros estados fossem obrigados a reconhecer o casamento dos casais do mesmo sexo realizados no estado de origem.[carece de fontes?]
Em 2013, a Suprema Corte dos Estados Unidos julgou que boa parte do conteúdo desta lei era inconstitucional, portanto assim invalidando-a. Dois anos mais tarde, em uma nova decisão da Corte, a união entre casais homossexuais foi considerada legal em todo o território dos Estados Unidos.